# Tandberg Data
Tandberg Data — норвежская компания, производитель оборудования для хранения и резервного копирования информации. Основана в 1979 году отделением от материнской компании, Tandberg Radio Factory.
Штаб-квартира, основное производство и конструкторское бюро находятся в Норвегии, дочерние предприятия расположены в США, Великобритании, Франции, Германии, Японии и Сингапуре, подразделения: Италия, Китай, Индия, Таиланд и Бразилия.
На данный момент Tandberg Data поставляет:
- ленточные картриджи,
- стримеры,
- специализированное программное обеспечение,
- автозагрузчики и библиотеки (на LTO, VXA, SLR, RDX).

В 2003 году Tandberg Data вышла на новый рынок сетей хранения данных (NAS и SAN), а 30 августа 2006 года купила Exabyte, близкого по профилю деятельности производителя.
По состоянию на 2011 год Tandberg Data активно развивает производство систем хранения на базе сменных RDX-картриджей, объём которых доведён до 1 Тб.